# Metagonia lingua
Metagonia lingua is een spinnensoort uit de familie trilspinnen (Pholcidae). De soort komt voor in Colombia.